# طاهر قايد
الطاهر قايد ولقب أيضأ بالمجاهد سي عبد المؤمن، هو كاتب ودبلوماسي جزائري سابق، ولد عام 1929م، وتوفى عام 2019م، وهو أحد الاعضاء المؤسسين للإتحاد العام للعمال الجزائريين وعضو مبكر في كل من حزب الشعب الجزائري وحركة الانتصار للحريات الديمقراطية، والتحق بجبهة التحرير إبان الثورة الجزائرية المسلحة شغل منصب سفير للجزائر في عدد من البلدان الأفريقية، وله بصمة مؤثرة في مؤلفاته الغزيرة ومما ميّزه في ذلك تمكنه من اللغتين الفرنسية والعربية.

## حياته
نشأ في أسرة مسلمة أمازيغية محافظة في قرية تيمنقاش، بدائرة قنزات التابعة لولاية سطيف في الشرق الجزائري وهو الشقيق الأصغر للمؤرخ مولود قايد، وشب على مواجهة الظلم والكفاح من أجل الاستقلال وبدأ تعليمه في الكتاتيب والمدارس الفرنسية الإسلامية في كل من قسنطينة والعاصمة. عمل مدرسًا في بلدية تغنيف بولاية معسكر، ثم في العاصمة قبيل اعتقاله عام 1956م. وفور الاستقلال عام 1962 عاد للتعليم والعمل النقابي لمدة سنة واحدة، إذ أنتدب مدرساً للغة العربية، فشغل منصب أستاذ بثانوية حسيبة بن بوعلي بالجزائر العاصمة، وفي الوقت نفسه، كان يشغل منصب الأمين العام لإتحاد المعلمين، والسكرتير الوطني للإتحاد العام للعمال الجزائريين، مكلف بالتوجيه.
وفي عام 1963، اختار العمل الدبلوماسي وأصبح سفيراً للجزائر في العديد من البلدان الإفريقية، كما شغل مناصب مدير الإعلام والثقافة بوزارة الإعلام والثقافة ومدير الشؤون القانونية والقنصلية بوزارة الخارجية. تقاعد عن العمل الديبلوماسي ولم يقعد عن التفكير والكتابة بل خاض غمار العمل السياسي في عهد التعددية عام 1989، وكان أحد الأعضاء المؤسسين لحركة حزب الأمة بقيادة الرئيس بن يوسف بن خدة وعضوية بعض أقرانه أمثال عبد الرحمن كيوان وزاهر إحدادن وحسين لحول وغيرهم.

## مؤلفاته
بعد وقوع الحرب الأهلية في بداية التسعينات، انحل حزب الأمة الذي كان هو أحد منظّريه كباقي الأحزاب الوسطية الوطنية، فتفرغ للعمل الفكري وللكتابة والترجمة فألف ما يربو عن الثلاثين كتابا باللغتين العربية والفرنسية نشر بعضها في فرنسا وبعضها في الجزائر، كما نشر كما هائلا من المقالات ودراسات إسلامية في العديد من الصحف والمجلات المحلية والدولية باللغتين، كما كان الأستاذ الطاهر قايد متنقلا للمحاضرات في المؤسسات الثقافية والتربوية للتعريف بكتبه ومنتوجاته الفكرية، منها كتابه «معجم الإسلام المفصل بالفرنسية»، وكتاب «الدين والسياسة في الإسلام» وكتاب «القاموس الأساسي في الإسلام» وغيرها.